# Avenue du Maréchal-Foch (Marseille)
L'avenue du Maréchal-Foch (ou parfois avenue Maréchal-Foch) est une avenue de Marseille.

## Situation et accès
Cette voie du quatrième arrondissement de Marseille qui mesure 940 m, relie du carrefour des Cinq Avenues à la gare de Marseille-Blancarde.

## Origine du nom
L'avenue est nommée en l'honneur de Ferdinand Foch, maréchal de France (1851-1929) par délibération du 27 novembre 1936.

## Historique
Jusqu'à la fin des années 1920, une grande ferme et son pré occupaient tout le quartier. Cette campagne dont l'entrée se trouvait en face de l'actuelle rue Granoux fut vendue en tant que Lotissement de la Madeleine. Ces 17 000 m² appartenaient aux demoiselles Rossi.   
La délibération du 9 novembre 1927 prévoit le percement de l'avenue Foch pour relier le carrefour des Cinq Avenues (alors Quatre Chemins) à la gare de la Blancarde. Durant le chantier, le pré est utilisé comme terrain de sport et lieu d'installation de cirques. La Ville rachète le lotissement par la délibération du 22 octobre 1929. Au début des années 1930, les premiers immeubles sont bâtis, notamment l'école supérieure de jeunes filles (actuelle école primaire Michelet Foch) entre 1932 et 1934. Les délibérations des 20 décembre 1935, 2 mars 1936 et 5 novembre 1937 prévoient la construction du pont pour traverser le Jarret.
Il n'est construit que lors de la couverture du ruisseau dans les années 1960. L'avenue est entièrement percée jusqu'à la gare de la Blancarde en 1965. La même année, l'immeuble à l'angle du boulevard de la Libération qui obstruait une partie de la perspective et qui avait été exproprié en 1939, est démoli.
Jusqu’à l’arrivée du nouveau tramway, l’avenue fut desservie par la ligne de trolleybus puis d’autobus  qui partait de la gare de la Blancarde en direction du quartier d’Endoume par le centre-ville. À l’approche du carrefour des Cinq-Avenues, cette ligne empruntait le tunnel des Cinq-Avenues qui permettait d’accéder directement au boulevard Philippon en passant sous le carrefour éponyme de 1967 à 2005.